# 콘깬 대학교
콘깬 대학교(태국어: มหาวิทยาลัยขอนแก่น 마하위타얄라이 콘깬[*])는 아시아에서 국제적으로 유명한 대학 중 하나로, 태국의 이산 지방에 소재한다. 이 대학은 북부의 치앙마이 대학교처럼 태국 북동부의 고등교육에서 중심적 역할을 담당하고 있다. 캠퍼스는 콘깬의 본 캠퍼스와 농카이 캠퍼스 두 개가 있다.

## 역사

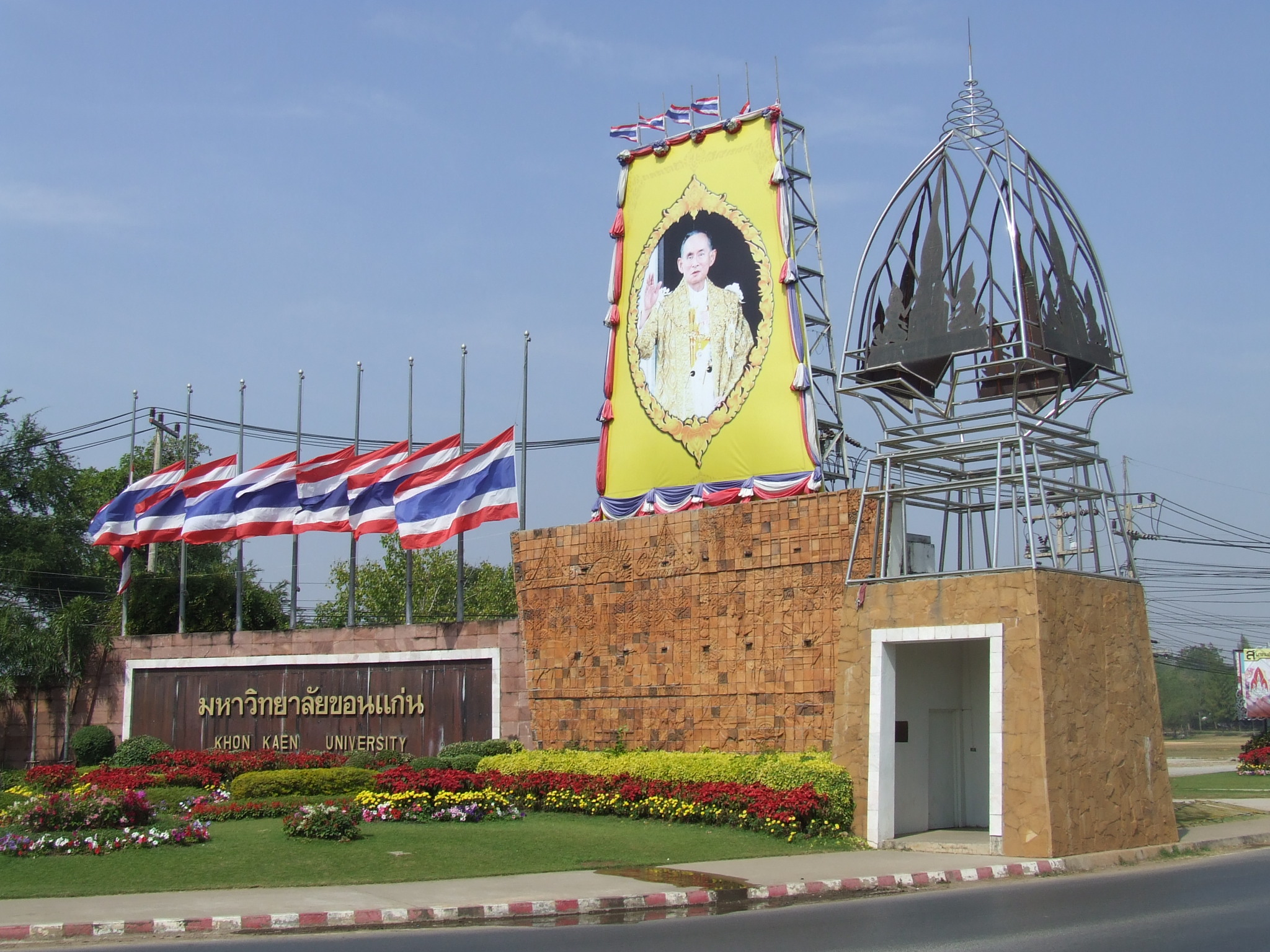
콘깬 대학교 시탄 문(門)

- 1941년 라마 8세 재위기이자 피분송크람 총리 집권기에 태국의 고등교육 현황을 개선하고자 하는 계획이 입안되었다. 여기에는 우본랏차타니 주에 대학교를 여는 계획도 포함되어 있었다. 그러나 제 2차 세계대전이 발발하여 태국은 일본 제국의 영향권 하로 편입되었고 북동부에 대학을 세우려는 계획은 일단 지리멸렬되었다. 1960년까지 이 계획은 재론되지 않았다.
- 1962년 공학과 농업 분야의 단과대학으로 구성된 고등교육 기관을 설립하는 안이 통과되었다. 이로써 콘깬 공과대학이 탄생하였다. 이 대학은 '북동부 대학교'로 알려졌다.
- 정부는 국가교육위원회를 발족시켜 국가 교육과정을 입안하고 해외의 도움을 얻도록 하였다. 1963년 교수위원회는 캠퍼스가 콘깬에서 4 킬로미터 떨어진 곳에 330만 제곱미터의 부지를 할당하여 지어져야 한다는 안을 통과시켰다.
- 1965년 총리는 공식적으로 이 대학의 명칭을 '북동부 대학교'에서 '콘깬 대학교'로 변경하였다.

## 학부
이하는 학부의 목록이다. 이 외에 일반대학원이나 경영대학원도 설치되어 있다.
- 국제학부
- 자연과학부
- 농학부
- 공학부
- 교육학부
- 간호학부
- 의학부[깨진 링크(과거 내용 찾기)]
- 인문사회과학부
- 의료과학부
- 공공보건학부
- 치의학부
- 약학부
- 기술학부
- 수의학부
- 건축학부
- 경영학부
- 미술학부
- 법학부